# Copa del Mundo de Ciclismo de montaña 2021
La Copa del mundo de bici de montaña conocida por su patrocinio como  Mercedes-Benz UCI Mountain Bike World Cup  es una serie  de carreras campo a través (XCO), campo a través eliminación (XCE), y Downhill (DHI). Cada disciplina tiene una categoría Élite de Hombres y de Mujeres, así como Sub-23 y Junior. La prueba Elite de campo a través consta de dos pruebas "Short Track" el viernes, y distancia Olímpica el domingo.

## Campo a través

### Élite
| Fecha         | Local       | Podio (Hombres)                      | Podio (Mujeres)                  |
|               |             |                                      |                                  |
| 9 mayo        | Albstadt    | Victor Koretzky (Francia)            | Loana Lecomte (Francia)          |
| 9 mayo        | Albstadt    | Nino Schurter (Suiza)                | Pauline Ferrand-Prévot (Francia) |
| 9 mayo        | Albstadt    | Mathias Flückiger (Suiza)            | Haley Batten (Estados Unidos)    |
|               |             |                                      |                                  |
| 16 mayo       | Nové Město  | Tom Pidcock (Reino Unido)            | Loana Lecomte (Francia)          |
| 16 mayo       | Nové Město  | Mathieu van der Poel (Países Bajos)  | Haley Batten (Estados Unidos)    |
| 16 mayo       | Nové Město  | Mathias Flückiger (Suiza)            | Rebecca McConnell (Australia)    |
|               |             |                                      |                                  |
| 13 junio      | Leogang     | Mathias Flückiger (Suiza)            | Loana Lecomte (Francia)          |
| 13 junio      | Leogang     | Ondřej Cink (República Checa)        | Jenny Rissveds (Suecia)          |
| 13 junio      | Leogang     | Anton Cooper (Nueva Zelanda)         | Laura Stigger (Austria)          |
|               |             |                                      |                                  |
| 4 julio       | Les Gets    | Mathias Flückiger (Suiza)            | Loana Lecomte (Francia)          |
| 4 julio       | Les Gets    | Ondřej Cink (República Checa)        | Jenny Rissveds (Suecia)          |
| 4 julio       | Les Gets    | Jordan Sarrou (Francia)              | Evie Richards (Reino Unido)      |
|               |             |                                      |                                  |
| 5 septiembre  | Lenzerheide | Victor Koretzky (Francia)            | Evie Richards (Reino Unido)      |
| 5 septiembre  | Lenzerheide | Nino Schurter (Suiza)                | Rebecca McConnell (Australia)    |
| 5 septiembre  | Lenzerheide | Mathias Flückiger (Suiza)            | Jenny Rissveds (Suecia)          |
|               |             |                                      |                                  |
| 19 septiembre | Snowshoe    | Christopher Blevins (Estados Unidos) | Evie Richards (Reino Unido)      |
| 19 septiembre | Snowshoe    | Vlad Dascălu (Rumania)               | Rebecca McConnell (Australia)    |
| 19 septiembre | Snowshoe    | Ondřej Cink (República Checa)        | Anne Tauber (Países Bajos)       |

### Sub-23
| Fecha         | Local       | Podio (Hombres)             | Podio (Mujeres)                |
|               |             |                             |                                |
| 8 mayo        | Albstadt    | Carter Woods (Canadá)       | Mona Mitterwallner (Austria)   |
| 8 mayo        | Albstadt    | David List (Alemania)       | Caroline Bohé (Dinamarca)      |
| 8 mayo        | Albstadt    | Simone Avondetto (Italia)   | Kata Blanka Vas (Hungría)      |
|               |             |                             |                                |
| 15 mayo       | Nové Město  | Carter Woods (Canadá)       | Mona Mitterwallner (Austria)   |
| 15 mayo       | Nové Město  | Riley Amos (Estados Unidos) | Caroline Bohé (Dinamarca)      |
| 15 mayo       | Nové Město  | Alexandre Balmer (Suiza)    | Kata Blanka Vas (Hungría)      |
|               |             |                             |                                |
| 13 junio      | Leogang     | Riley Amos (Estados Unidos) | Mona Mitterwallner (Austria)   |
| 13 junio      | Leogang     | Martín Vidaurre (Chile)     | Kata Blanka Vas (Hungría)      |
| 13 junio      | Leogang     | Joel Roth (Suiza)           | Caroline Bohé (Dinamarca)      |
|               |             |                             |                                |
| 4 julio       | Les Gets    | Simone Avondetto (Italia)   | Mona Mitterwallner (Austria)   |
| 4 julio       | Les Gets    | Martín Vidaurre (Chile)     | Caroline Bohé (Dinamarca)      |
| 4 julio       | Les Gets    | Juri Zanotti (Italia)       | Leonie Daubermann (Alemania)   |
|               |             |                             |                                |
| 5 septiembre  | Lenzerheide | Martín Vidaurre (Chile)     | Mona Mitterwallner (Austria)   |
| 5 septiembre  | Lenzerheide | Juri Zanotti (Italia)       | Caroline Bohé (Dinamarca)      |
| 5 septiembre  | Lenzerheide | Joel Roth (Suiza)           | Savilia Blunk (Estados Unidos) |
|               |             |                             |                                |
| 19 septiembre | Snowshoe    | Martín Vidaurre (Chile)     | Mona Mitterwallner (Austria)   |
| 19 septiembre | Snowshoe    | Simone Avondetto (Italia)   | Caroline Bohé (Dinamarca)      |
| 19 septiembre | Snowshoe    | Joel Roth (Suiza)           | Savilia Blunk (Estados Unidos) |

## Downhill

### Élite
| Fecha         | Local       | Podio (Hombres)                | Podio (Mujeres)               |
|               |             |                                |                               |
| 12 junio      | Leogang     | Troy Brosnan (Australia)       | Camille Balanche (Suiza)      |
| 12 junio      | Leogang     | Thibaut Dapréla (Francia)      | Valentina Höll (Austria)      |
| 12 junio      | Leogang     | Amaury Pierron (Francia)       | Monika Hrastnik (Eslovenia)   |
|               |             |                                |                               |
| 3 julio       | Les Gets    | Thibaut Dapréla (Francia)      | Tahnée Seagrave (Reino Unido) |
| 3 julio       | Les Gets    | Max Hartenstern (Alemania)     | Myriam Nicole (Francia)       |
| 3 julio       | Les Gets    | Baptiste Pierron (Francia)     | Camille Balanche (Suiza)      |
|               |             |                                |                               |
| 15 agosto     | Maribor     | Loris Vergier (Francia)        | Myriam Nicole (Francia)       |
| 15 agosto     | Maribor     | Thibaut Dapréla (Francia)      | Eleonora Farina (Italia)      |
| 15 agosto     | Maribor     | Laurie Greenland (Reino Unido) | Camille Balanche (Suiza)      |
|               |             |                                |                               |
| 4 septiembre  | Lenzerheide | Loris Vergier (Francia)        | Myriam Nicole (Francia)       |
| 4 septiembre  | Lenzerheide | Loïc Bruni (Francia)           | Tahnée Seagrave (Reino Unido) |
| 4 septiembre  | Lenzerheide | Thibaut Dapréla (Francia)      | Valentina Höll (Austria)      |
|               |             |                                |                               |
| 15 septiembre | Snowshoe    | Reece Wilson (Reino Unido)     | Valentina Höll (Austria)      |
| 15 septiembre | Snowshoe    | Loïc Bruni (Francia)           | Camille Balanche (Suiza)      |
| 15 septiembre | Snowshoe    | Loris Vergier (Francia)        | Marine Cabirou (Francia)      |
|               |             |                                |                               |
| 18 septiembre | Snowshoe    | Loïc Bruni (Francia)           | Valentina Höll (Austria)      |
| 18 septiembre | Snowshoe    | Troy Brosnan (Australia)       | Marine Cabirou (Francia)      |
| 18 septiembre | Snowshoe    | Ángel Suárez (España)          | Camille Balanche (Suiza)      |

### Junior
| Fecha         | Local       | Podio (Hombres)                       | Podio (Mujeres)                |
|               |             |                                       |                                |
| 12 junio      | Leogang     | Pau Menoyo (España)                   | Sophie Gutöhrle (Austria)      |
| 12 junio      | Leogang     | Jackson Goldstone (Canadá)            | Léona Pierrini (Francia)       |
| 12 junio      | Leogang     | Dennis Luffman (Reino Unido)          | Izabela Yankova (Bulgaria)     |
|               |             |                                       |                                |
| 3 julio       | Les Gets    | Jackson Goldstone (Canadá)            | Phoebe Gale (Reino Unido)      |
| 3 julio       | Les Gets    | Jordan Williams (Reino Unido)         | Izabela Yankova (Bulgaria)     |
| 3 julio       | Les Gets    | Lachlan Stevens-McNab (Nueva Zelanda) | Anastasia Thiele (Alemania)    |
|               |             |                                       |                                |
| 15 agosto     | Maribor     | Jackson Goldstone (Canadá)            | Phoebe Gale (Reino Unido)      |
| 15 agosto     | Maribor     | Jordan Williams (Reino Unido)         | Izabela Yankova (Bulgaria)     |
| 15 agosto     | Maribor     | Lachlan Stevens-McNab (Nueva Zelanda) | Aina González (España)         |
|               |             |                                       |                                |
| 4 septiembre  | Lenzerheide | Jackson Goldstone (Canadá)            | Izabela Yankova (Bulgaria)     |
| 4 septiembre  | Lenzerheide | Pau Menoyo (España)                   | Gracey Hemstreet (Canadá)      |
| 4 septiembre  | Lenzerheide | James MacDermid (Nueva Zelanda)       | Kine Haugom (Noruega)          |
|               |             |                                       |                                |
| 15 septiembre | Snowshoe    | Jordan Williams (Reino Unido)         | Izabela Yankova (Bulgaria)     |
| 15 septiembre | Snowshoe    | Jackson Goldstone (Canadá)            | Phoebe Gale (Reino Unido)      |
| 15 septiembre | Snowshoe    | Tristan Lemire (Canadá)               | Siel van der Velden (Bélgica)  |
|               |             |                                       |                                |
| 18 septiembre | Snowshoe    | Jordan Williams (Reino Unido)         | Izabela Yankova (Bulgaria)     |
| 18 septiembre | Snowshoe    | Jackson Goldstone (Canadá)            | Siel van der Velden (Bélgica)  |
| 18 septiembre | Snowshoe    | Oisin O'Callaghan (Irlanda)           | Ella Erickson (Estados Unidos) |

## Campo a través eliminación
| Fecha         | Local          | Podio (Hombres)                   | Podio (Mujeres)                   |
|               |                |                                   |                                   |
| 8 agosto      | Lovaina        | Simon Gegenheimer (Alemania)      | Gaia Tormena (Italia)             |
| 8 agosto      | Lovaina        | Jeroen van Eck (Países Bajos)     | Lia Schrievers (Alemania)         |
| 8 agosto      | Lovaina        | Titouan Perrin-Ganier (Francia)   | Marion Fromberger (Alemania)      |
|               |                |                                   |                                   |
| 15 agosto     | Oudenaarde     | Lorenzo Serres (Francia)          | Gaia Tormena (Italia)             |
| 15 agosto     | Oudenaarde     | Simon Gegenheimer (Alemania)      | Lia Schrievers (Alemania)         |
| 15 agosto     | Oudenaarde     | Anton Olstam (Suecia)             | Ella Holmegård (Suecia)           |
|               |                |                                   |                                   |
| 22 agosto     | Valkenswaard   | Jeroen van Eck (Países Bajos)     | Gaia Tormena (Italia)             |
| 22 agosto     | Valkenswaard   | Anton Olstam (Suecia)             | Marion Fromberger (Alemania)      |
| 22 agosto     | Valkenswaard   | Simon Gegenheimer (Alemania)      | Ella Holmegård (Suecia)           |
|               |                |                                   |                                   |
| 12 septiembre | Winterberg     | Titouan Perrin-Ganier (Francia)   | Gaia Tormena (Italia)             |
| 12 septiembre | Winterberg     | Jeroen van Eck (Países Bajos)     | Lia Schrievers (Alemania)         |
| 12 septiembre | Winterberg     | Lorenzo Serres (Francia)          | Marion Fromberger (Alemania)      |
|               |                |                                   |                                   |
| 17 septiembre | Jablines–Annet | Titouan Perrin-Ganier (Francia)   | Noémie Garnier (Francia)          |
| 17 septiembre | Jablines–Annet | Simon Gegenheimer (Alemania)      | Lia Schrievers (Alemania)         |
| 17 septiembre | Jablines–Annet | Jeroen van Eck (Países Bajos)     | Marion Fromberger (Alemania)      |
|               |                |                                   |                                   |
| 2 octubre     | Barcelona      | [[ ]] ([[Código COI incorrecto]]) | [[ ]] ([[Código COI incorrecto]]) |
| 2 octubre     | Barcelona      | [[ ]] ([[Código COI incorrecto]]) | [[ ]] ([[Código COI incorrecto]]) |
| 2 octubre     | Barcelona      | [[ ]] ([[Código COI incorrecto]]) | [[ ]] ([[Código COI incorrecto]]) |
|               |                |                                   |                                   |
| 22 octubre    | Manama         | [[ ]] ([[Código COI incorrecto]]) | [[ ]] ([[Código COI incorrecto]]) |
| 22 octubre    | Manama         | [[ ]] ([[Código COI incorrecto]]) | [[ ]] ([[Código COI incorrecto]]) |
| 22 octubre    | Manama         | [[ ]] ([[Código COI incorrecto]]) | [[ ]] ([[Código COI incorrecto]]) |
|               |                |                                   |                                   |
| tbd           | Abu Dabi       | [[ ]] ([[Código COI incorrecto]]) | [[ ]] ([[Código COI incorrecto]]) |
| tbd           | Abu Dabi       | [[ ]] ([[Código COI incorrecto]]) | [[ ]] ([[Código COI incorrecto]]) |
| tbd           | Abu Dabi       | [[ ]] ([[Código COI incorrecto]]) | [[ ]] ([[Código COI incorrecto]]) |

## Campo a través en bici eléctrica
| Fecha         | Local                  | Podio (Hombres)                   | Podio (Mujeres)                   |
|               |                        |                                   |                                   |
| 24 abril      | Mónaco–Peille          | Jérôme Gilloux (Francia)          | Sofia Wiedenroth (Alemania)       |
| 24 abril      | Mónaco–Peille          | Joris Ryf (Suiza)                 | Kathrin Stirnemann (Suiza)        |
| 24 abril      | Mónaco–Peille          | Hugo Pigeon (Francia)             | Karen Pepper (Reino Unido)        |
|               |                        |                                   |                                   |
| 25 abril      | Mónaco–Peille          | Jérôme Gilloux (Francia)          | Sofia Wiedenroth (Alemania)       |
| 25 abril      | Mónaco–Peille          | Joris Ryf (Suiza)                 | Mélanie Pugin (Francia)           |
| 25 abril      | Mónaco–Peille          | Hugo Pigeon (Francia)             | Kathrin Stirnemann (Suiza)        |
|               |                        |                                   |                                   |
| 5 de junio    | Castiglione dei Pepoli | Jérôme Gilloux (Francia)          | Nathalie Schneitter (Suiza)       |
| 5 de junio    | Castiglione dei Pepoli | Joris Ryf (Suiza)                 | Mélanie Pugin (Francia)           |
| 5 de junio    | Castiglione dei Pepoli | Francescu Camoin (Francia)        | Karen Pepper (Reino Unido)        |
|               |                        |                                   |                                   |
| 6 junio       | Castiglione dei Pepoli | Jérôme Gilloux (Francia)          | Mélanie Pugin (Francia)           |
| 6 junio       | Castiglione dei Pepoli | Joris Ryf (Suiza)                 | Nathalie Schneitter (Suiza)       |
| 6 junio       | Castiglione dei Pepoli | Andrea Garibbo (Italia)           | Jacqueline Mariacher (Austria)    |
|               |                        |                                   |                                   |
| 17 julio      | Clermont-Ferrand       | Joris Ryf (Suiza)                 | Mélanie Pugin (Francia)           |
| 17 julio      | Clermont-Ferrand       | Jérôme Gilloux (Francia)          | Sofia Wiedenroth (Alemania)       |
| 17 julio      | Clermont-Ferrand       | Théo Charmes (Francia)            | Nathalie Schneitter (Suiza)       |
|               |                        |                                   |                                   |
| 18 julio      | Clermont-Ferrand       | Joris Ryf (Suiza)                 | Nathalie Schneitter (Suiza)       |
| 18 julio      | Clermont-Ferrand       | Jérôme Gilloux (Francia)          | Laura Charles (Francia)           |
| 18 julio      | Clermont-Ferrand       | Théo Charmes (Francia)            | Mélanie Pugin (Francia)           |
|               |                        |                                   |                                   |
| 24 septiembre | Gerona                 | [[ ]] ([[Código COI incorrecto]]) | [[ ]] ([[Código COI incorrecto]]) |
| 24 septiembre | Gerona                 | [[ ]] ([[Código COI incorrecto]]) | [[ ]] ([[Código COI incorrecto]]) |
| 24 septiembre | Gerona                 | [[ ]] ([[Código COI incorrecto]]) | [[ ]] ([[Código COI incorrecto]]) |
|               |                        |                                   |                                   |
| 25 septiembre | Gerona                 | [[ ]] ([[Código COI incorrecto]]) | [[ ]] ([[Código COI incorrecto]]) |
| 25 septiembre | Gerona                 | [[ ]] ([[Código COI incorrecto]]) | [[ ]] ([[Código COI incorrecto]]) |
| 25 septiembre | Gerona                 | [[ ]] ([[Código COI incorrecto]]) | [[ ]] ([[Código COI incorrecto]]) |
|               |                        |                                   |                                   |
| 16 octubre    | Castelldefels          | [[ ]] ([[Código COI incorrecto]]) | [[ ]] ([[Código COI incorrecto]]) |
| 16 octubre    | Castelldefels          | [[ ]] ([[Código COI incorrecto]]) | [[ ]] ([[Código COI incorrecto]]) |
| 16 octubre    | Castelldefels          | [[ ]] ([[Código COI incorrecto]]) | [[ ]] ([[Código COI incorrecto]]) |
|               |                        |                                   |                                   |
| 17 octubre    | Castelldefels          | [[ ]] ([[Código COI incorrecto]]) | [[ ]] ([[Código COI incorrecto]]) |
| 17 octubre    | Castelldefels          | [[ ]] ([[Código COI incorrecto]]) | [[ ]] ([[Código COI incorrecto]]) |
| 17 octubre    | Castelldefels          | [[ ]] ([[Código COI incorrecto]]) | [[ ]] ([[Código COI incorrecto]]) |

## Clasificación Copa del Mundo
Negrita denota ganadores de carrera.

### Campo a través

#### Hombres
| 1 | Mathias Flückiger | 230 | 189 | 375 | 375 | 260 | 144 | 1573 |
| 2 | Victor Koretzky   | 350 | 133 | 140 | 122 | 330 | 235 | 1310 |
| 3 | Ondřej Cink       | 176 | 178 | 300 | 280 | 155 | 220 | 1309 |
| 4 | Nino Schurter     | 280 | 155 | 109 | 190 | 270 | 178 | 1182 |
| 5 | Jordan Sarrou     | 155 | 220 | 155 | 260 | 145 | 150 | 1085 |
| 6 | Alan Hatherly     | 155 | 170 | 123 | 220 | 225 | 85  | 978  |

| 1 | Martín Vidaurre  | DNS | DNS | 70 | 70 | 90 | 90 | 320 |
| 2 | Simone Avondetto | 60  | 40  | 50 | 90 | 0  | 70 | 310 |
| 3 | Joel Roth        | 50  | 50  | 60 | 10 | 60 | 60 | 290 |
| 4 | Carter Woods     | 90  | 90  | 40 | 0  | 22 | 14 | 256 |
| 5 | Juri Zanotti     | 16  | 30  | 30 | 60 | 70 | 35 | 241 |

### Campo a través con bici eléctrica
| 1 | Jérôme Gilloux   | 25 | 25 | 25 | 25 | 20 | 20 |  |  |  |  | 140 |
| 2 | Joris Ryf        | 20 | 20 | 20 | 20 | 25 | 25 |  |  |  |  | 130 |
| 3 | Théo Charmes     | 9  | 11 | 13 | 11 | 16 | 16 |  |  |  |  | 76  |
| 4 | Francescu Camoin | 13 | 13 | 16 | 13 | 0  | 13 |  |  |  |  | 68  |
| 5 | Alexandre Cure   | 1  | 9  | 10 | 9  | 8  | 11 |  |  |  |  | 48  |

| 1 | Mélanie Pugin       | 11  | 20  | 20  | 25  | 25 | 16 |  |  |  |  | 117 |
| 2 | Nathalie Schneitter | DNS | DNS | 25  | 20  | 16 | 25 |  |  |  |  | 86  |
| 3 | Sofía Wiedenroth    | 25  | 25  | DNS | DNS | 20 | 13 |  |  |  |  | 83  |
| 4 | Karen Pepper        | 16  | 13  | 16  | 11  | 11 | 10 |  |  |  |  | 77  |
| 5 | Kathrin Stirnemann  | 20  | 16  | DNS | DNS | 0  | 11 |  |  |  |  | 47  |

- Campeonato Mundial de bici de montaña